# Triphyllozoon patulum
Triphyllozoon patulum är en mossdjursart som beskrevs av Harmer 1934. Triphyllozoon patulum ingår i släktet Triphyllozoon och familjen Phidoloporidae. Inga underarter finns listade i Catalogue of Life.